# Pristimantis esmeraldas
Pristimantis esmeraldas es una especie de anfibio anuro de la familia Craugastoridae.

## Distribución
Esta especie es endémica de la provincia de Esmeraldas en Ecuador. Habita en San Miguel entre los 225 y 275 m sobre el nivel del mar.

## Etimología
Su nombre de especie fue dado en referencia al lugar de su descubrimiento, la provincia de Esmeraldas.

## Publicación original
- Guayasamin, 2004 : A new species of Eleutherodactylus (Anura: Leptodactylidae) from the northwestern lowlands of Ecuador. Herpetologica, vol. 60, n.º 1, p. 103-116[5]